# A Star Is Born (1937)
A Star Is Born (prt: Nasceu uma Estrela; bra: Nasce uma Estrela) é um filme norte-americano de 1937, do gênero drama romântico, dirigido por William A. Wellman e produzido por David O. Selznick para a United Artists, com roteiro de William A. Wellman, Robert Carson, Dorothy Parker e Alan Campbell.
Estrelado por Janet Gaynor e Fredric March, o filme conta a história de Esther Blodgett, uma jovem que sonha entrar para o showbiz.

## Sinopse

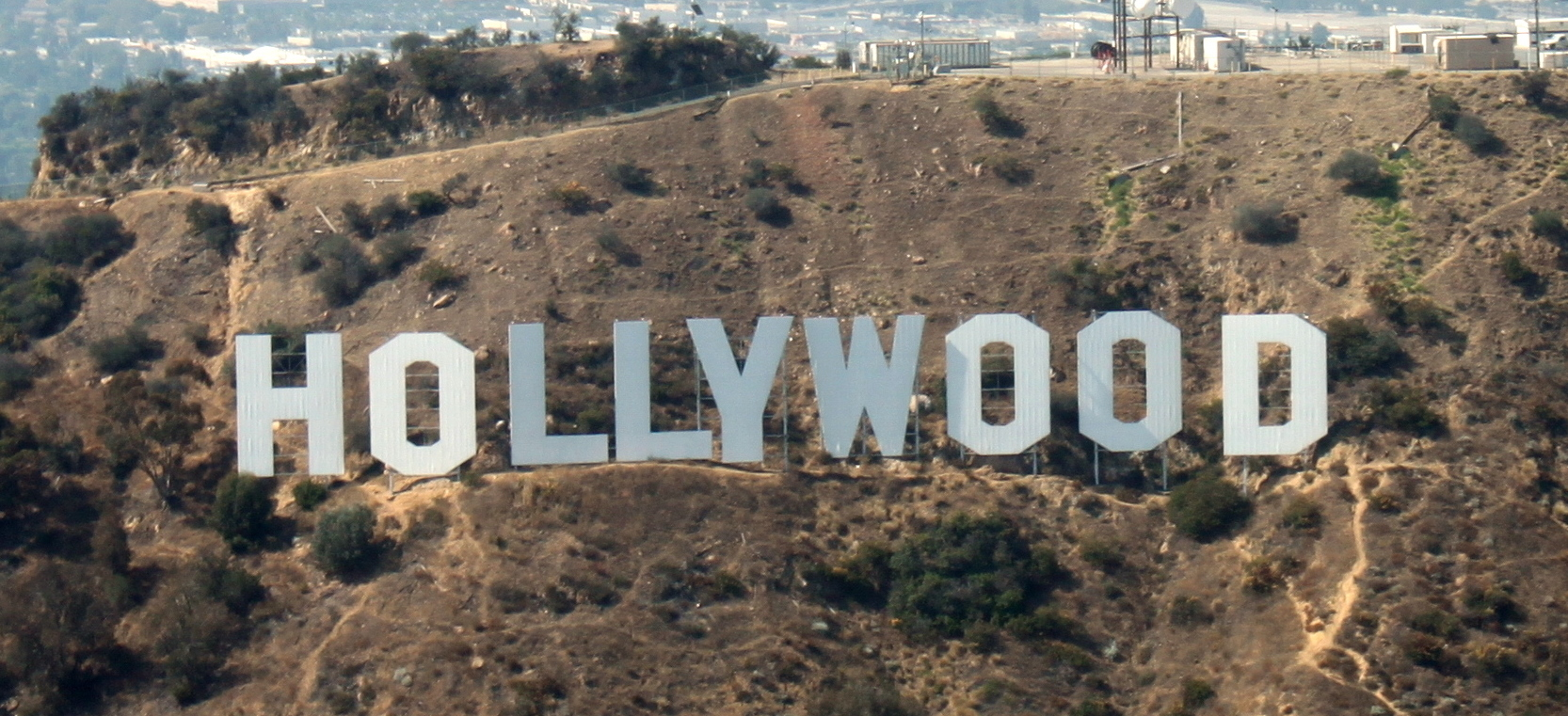
Famoso letreiro de Hollywood

Esther Victoria Blodgett mora em Dacota do Sul e anseia em se tornar uma atriz de Hollywood. Apesar de sua tia e pai desencorajarem tais pensamentos, a avó de Ester lhe dá suas economias para seguir seu sonho.
Esther vai para Hollywood e tenta conseguir um emprego como figurante, mas muitos outros tiveram a mesma ideia tanto que a agência de seleção parou de aceitar inscrições. Esther fica sabendo que suas chances de se tornar uma estrela são de uma em um milhão. Ela faz amizade com um novo hóspede na pensão em que mora, o robusto assistente de diretor Danny McGuire, também desempregado. Quando Danny e Esther vão a um concerto no Hollywood Bowl para comemorarem um emprego de McGuire, Esther vê pessoalmente pela primeira vez o ator Norman Maine, de quem é grande admiradora. Norman tem sido uma grande estrela durante anos, mas seu alcoolismo lançou sua carreira ao declínio.
Danny consegue para Esther um trabalho como garçonete em uma festa de Hollywood. Ao servir os hors d'oeuvre, chama a atenção de Norman. Ele encontra seu produtor e bom amigo de longa data, Oliver Niles, e pede que faça um teste com Esther. Impressionado, Oliver lhe dá um novo nome, Vicki Lester, e um contrato. Ela pratica as poucas linhas para seu primeiro papel minúsculo.
No entanto, quando o estúdio tem problemas para encontrar uma protagonista para o filme atual de Norman, intitulado The Enchanted Hour, Norman convence Oliver a lançar Esther. O filme faz dela um sucesso, assim como os espectadores continuam a perder o interesse em Norman.
Norman pede Vicki em casamento e ela aceita quando ele prometer parar de beber. Eles fogem do mainstream, para desfrutar de uma lua de mel em um acampamento nas montanhas. Quando eles retornam, a popularidade de Vicki continua a disparar, enquanto Norman percebe que sua própria carreira acabou, apesar das tentativas de Oliver para ajudá-lo. Norman permanece sóbrio por um tempo, mas a sua frustração sobre a sua situação, finalmente, o empurra para a bebida. Ele começa a beber novamente. Quando Vicki ganha um dos melhores prêmios da indústria do cinema, ele interrompe o seu discurso de aceitação, bêbado, exigindo três prêmios para a pior atuação do ano.
A estadia em um sanatório para curar o alcoolismo parece cada vez mais perturbador para Norman, mas um encontro casual com Libby dá ao assessor de imprensa uma oportunidade para desabafar seu desprezo escondido. Norman continua bebendo. Ester decide desistir de sua carreira para dedicar-se à sua reabilitação. Depois que Norman a ouve discutir o seu plano com Oliver, decide se suicidar e se afoga no Oceano Pacífico.
Triste, Vicki decide sair e ir para casa. Logo depois, sua avó aparece e a convence reagir. Na estreia de seu próximo filme no Teatro Chinês, Vicki é convidada a dizer algumas palavras no microfone. Com muitos fãs em todo o mundo ouvir, ela anuncia: "Olá a todos. Esta é a Sra. Norman Maine".

## Elenco

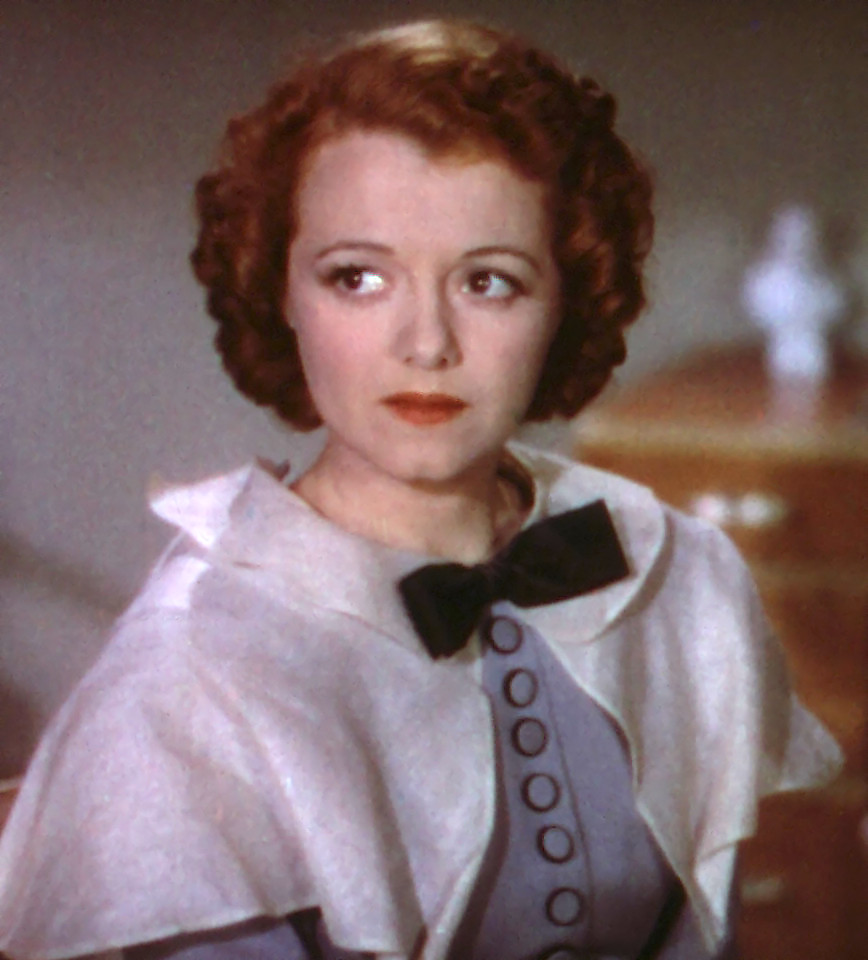
Janet Gaynor como Esther Blodgett/Vicki Lester
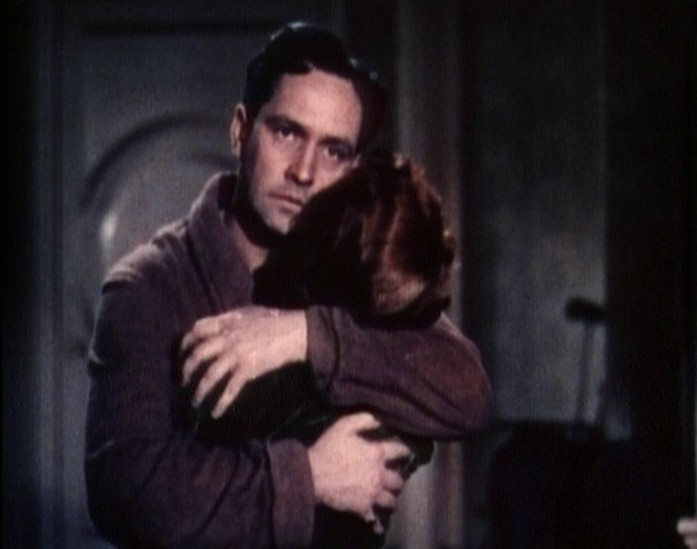
Fredric March como Norman Maine
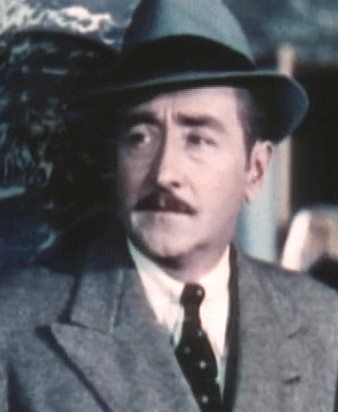
Adolphe Menjour como Oliver Niles
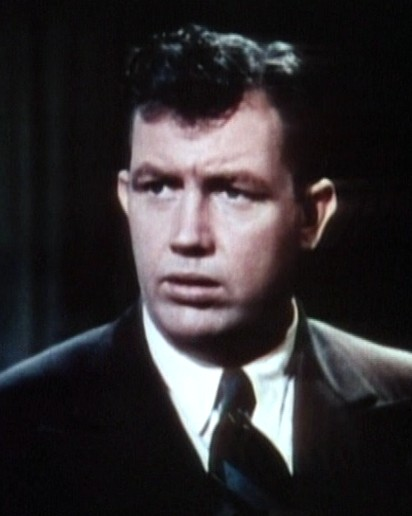
Andy Devine como Daniel "Danny" McGuire
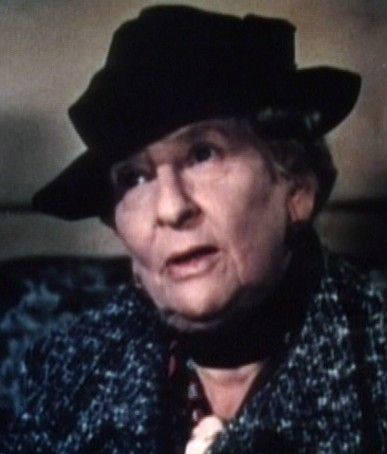
May Robson como Avó Lettie
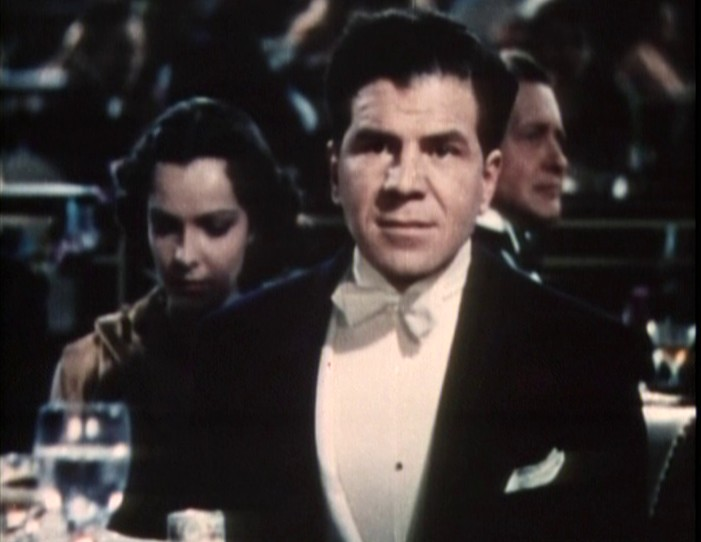
Lionel Stander como Matt Libby
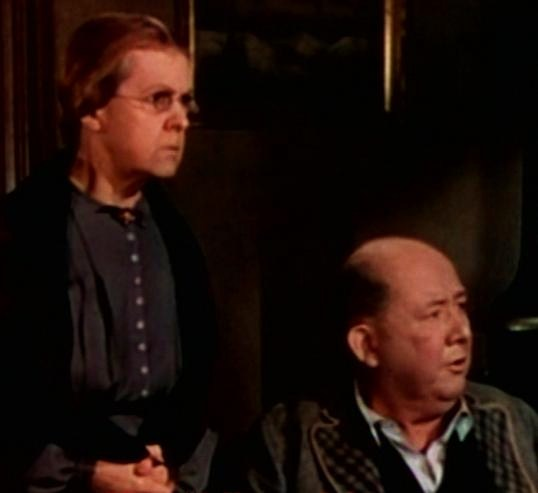
Clara Blandick e J.C.Nugent como tia e pai de Esher
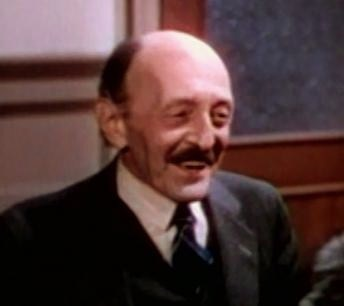
Clarence Wilson como o Juiz do Tribunal
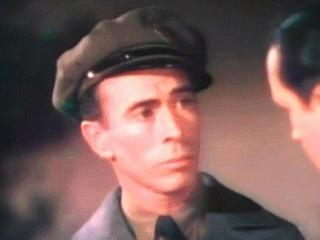
George Chandler como mensageiro
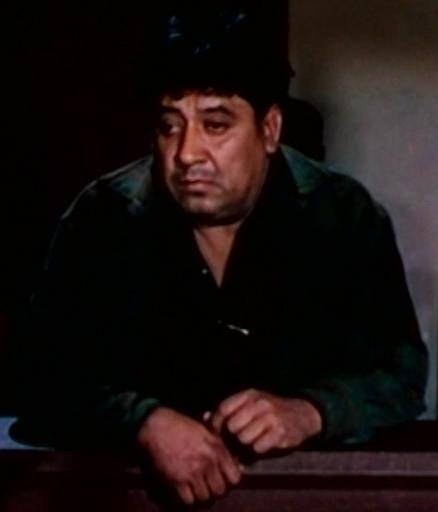
Chris-Pin Martin como bêbado no Tribunal

Outros
- Owen Moore como Casey Burke
- Peggy Wood como Senhorita Phillips

## Pré-produção
A história é muito similar ao do anterior What Price Hollywood? (1932), lançado pela RKO Radio Pictures. O nome original do filme de 1932 era "A verdade sobre Holywood" (The Truth About Hollywood), de  uma história de Adela Rogers St. Johns. St. Johns baseou vagamente seu texto nas experiências da atriz  Colleen Moore e o marido dela, o produtor alcoólico John McCormick (1893–1961), e a vida e morte do diretor Tom Forman, que cometeu suicídio após um colapso nervoso.
Quatro anos após What Price Hollywood? ter sido lançado, o produtor Selznick foi ao diretor George Cukor e perguntou se gostaria de dirigir A Star Is Born. Cukor achou que o roteiro era muito similar a What Price Hollywood? e não aceitou. Os executivos da RKO consideraram processar por plágio a Selznick International Pictures mas desistiram. Cukor mais tarde dirigiu o remake como musical em 1954, estrelado por Judy Garland.
Um mito comum em Hollywood era de que Lana Turner apareceu como figurante em uma das cenas. Turner negou por anos esse boato dizendo que fora descoberta meses depois daquela produção ter sido encerrada.

## Produção
A Star Is Born foi filmado entre outubro e dezembro de 1936 com um orçamento estimado de 1.173.639 dólares, e estreou em Los Angeles, Califórnia em 27 de Abril de 1937, no Teatro Chinês Grauman. Em Nova Iorque, o filme estreou no Radio City Music Hall. A cena no filme onde Menjou oferece ao astro decadente um papel de apoio foi adicionada por sugestão de George Cukor, que dirigiu o remake 1954.

## Prêmios e indicações
| Premiação  | Categoria                          | Recipiente                                   | Resultado |
| ---------- | ---------------------------------- | -------------------------------------------- | --------- |
| Oscar 1938 | Melhor roteiro - história original | William A. Wellman, Robert Carson            | Venceu    |
| Oscar 1938 | Melhor roteiro                     | Dorothy Parker, Alan Campbell, Robert Carson | Indicado  |
| Oscar 1938 | Melhor atriz                       | Janet Gaynor                                 | Indicado  |
| Oscar 1938 | Melhor ator                        | Fredric March                                | Indicado  |
| Oscar 1938 | Melhor diretor                     | William A. Wellman                           | Indicado  |
| Oscar 1938 | Melhor diretor assistente          | Eric Stacey                                  | Indicado  |
| Oscar 1938 | Melhor filme                       | David O. Selznick                            | Indicado  |

## Refilmagens
A Star Is Born teve três refilmagens:
- 1954: com Judy Garland e James Mason
- 1976: com Barbra Streisand e Kris Kristofferson
- 2018: com Lady Gaga e Bradley Cooper